# Perete celular

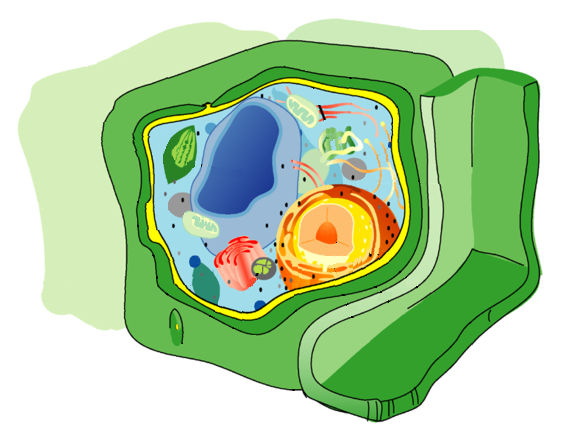
Pe reprezentarea celulei, peretele celular este cel verde.

Peretele celular este o componentă structurală care înconjoară unele tipuri de celule și înconjoară membrana celulară. Acesta poate fi dur, flexibil și, uneori, rigid. Acesta oferă celulei atât suport structural, cât și protecție și acționează, de asemenea, ca un mecanism de filtrare. Pereții celulari sunt absenți la multe eucariote, inclusiv la animale, dar sunt prezenți la altele, cum ar fi ciupercile, algele și plantele, precum și la majoritatea procariotelor (cu excepția bacteriilor din clasa Mollicutes). O funcție majoră este aceea de a acționa ca o barieră de presiune, împiedicând supra-expansiunea celulei atunci când intră apă.
Compoziția pereților celulari variază în funcție de grupul taxonomic și de specie și poate depinde și de tipul de celulă și de stadiul de dezvoltare. Peretele celular primar al plantelor terestre este alcătuit din polizaharide precum celuloză, hemiceluloză și pectină. Adesea, alți polimeri, cum ar fi lignina, suberina sau cutina, sunt ancorați sau încorporați în pereții celulari ai plantelor. Algele posedă pereți celulari compuși din glicoproteine și polizaharide, cum ar fi caragenanul și agarul, care sunt absente la plantele terestre. La bacterii, peretele celular este alcătuit din peptidoglican. Pereții celulari ai arheelor au compoziții diferite și pot fi formați din straturi de glicoproteine S, pseudopeptidoglican sau polizaharide. Ciupercile posedă pereți celulari formați din polimerul de N-acetilglucozamină denumit chitină. În mod neobișnuit, diatomeele au un perete celular alcătuit din silice biogenă.

## Caracteristici
Pereții celulari au scopuri similare în cazul organismelor la care aceștia se întâlnesc. Aceștia pot conferi celulelor rigiditate și rezistență, oferind protecție împotriva stresului mecanic. Compoziția chimică și proprietățile mecanice ale peretelui celular sunt legate de creșterea și morfogeneza celulelor vegetale. La organismele pluricelulare, ele permit organismului să definitiveze și să mențină o formă clară. Pereții celulari limitează, de asemenea, pătrunderea moleculelor mari care pot fi toxice pentru celulă. De asemenea, ei permit crearea unor medii osmotice stabile, împiedicând liza osmotică și ajutând la reținerea apei. Compoziția, proprietățile și forma lor se pot schimba în timpul ciclului celular și depind de condițiile de creștere.

## Tipuri

### La eucariote
Este prezent la protistele asemănătoare cu plantele, protistele asemănătoare cu fungii, fungi și plante. Are compoziție chimică variată la protiste.
- Conține chitină la fungi.

La plante, prezintă: 
- Un citoschelet format din celuloză; celuloza se dispune sub formă de microfibrile;
- Substanță fundamentală formată din pectină și hemiceluloză;
- Încrustații formate din cutină, lignină, suberină sau dioxid de siliciu.

La plante, peretele celular poate fi de trei tipuri:
- Lamela mijlocie: se formează prima; leagă celulele între ele, ajutând la formarea țesuturilor.
- Peretele primar: se formează între lamela mijlocie și membrana celulară (plasmalema); este prezent la toate plantele.
- Peretele secundar: se formează între peretele primar și membrana celulară; este prezent la plantele care cresc secundar în grosime (plante cu îngroșare anuală: arbori, arbuști, etc.).

Pereții celulelor vegetale sunt străbătuți de punctuațiuni și plasmodesme. Punctuațiunile sunt spații în peretele celular, iar plasmodesmele sunt punți citoplasmatice care străbat punctuațiunile. Plasmodesmele fac legătura între citoplasmele a două celule vecine, iar la nivelul lor se continuă reticulul endoplasmatic.

### La procariote
- se află între capsula gelatinoasă (capsula poate să lipsească) și membrana celulară;
- este rigid și obligatoriu prezent la celulele procariote;
- reduce varietatea de forme celulare;
- conține mureină, acid diaminopimelic și acizi teicoici

## Roluri
- rol de protecție (nu permite pierderea apei);
- asigură rezistența;
- rol în transport de substanțe;
- asigură poziția verticală a plantelor.